# Principato di Taranto
Il Principato di Taranto (1088-1465) fu un principato normanno di cui Taranto divenne la capitale.

## Storia
Il primo reggente fu il figlio di Roberto il Guiscardo, Boemondo I d'Antiochia, che ottenne il titolo in seguito a una disputa di successione: il padre, dopo aver ripudiato la prima moglie Alberada, madre di Boemondo, prese in moglie Sichelgaita. Con quest'ultima ebbe un figlio, Ruggero Borsa, che designò come suo successore al ducato di Puglia, mentre a Boemondo furono assegnate le conquiste di oltremare durante una dieta di Conti avvenuta nel 1081, prima che Roberto partisse per la spedizione contro Alessio Comneno Imperatore d'Oriente. 
Nel 1085, dopo la morte a Cefalonia del padre Roberto, al ritorno in Puglia, avvenuto dopo aver cooperato brillantemente ai successi paterni in Dalmazia, rivendicò i diritti di primogenitura, contro al fratello Ruggiero, quindi si levò in armi, occupando Oria e racolse i suoi seguaci tra Taranto e Otranto. Ruggiero non scese in campo, anzi prevenendo maggiori offese gli cedette alcuni suoi domini, assegnandoli nel maggio 1086 Taranto, Otranto, Gallipoli ed altre terre, raggiungendo un primo accordo.
Nel settembre 1087 Boemondo tornò in guerra contro il fratello Ruggiero, presso Fragnito vicino a Benevento e successivamente, vedendo allargarsi il conflitto, lo zio di entrambi, Ruggero, conte di Sicilia riuscì a stipulare un nuovo accordo con Boemondo che ottenne una estensione dei territori sino alla Terra di Bari, di qui fu costituito il primo nucleo del Principato.
Il Principato di Taranto, durante i suoi 377 anni di storia, fu talora un potente dominio feudale dipendente del Regno di Sicilia (e più tardi del Regno di Napoli), altre volte si ridusse a mero titolo, spesso concesso all'erede al trono o al marito d'una regina regnante.

## Estensione del Principato
Nel 1086 i territori ceduti a Boemondo corrispondevano, oltre alla città di Taranto, ai territori della contea di Conversano e gran parte del Salento, tranne Lecce e Ostuni. Nel corso degli anni il Principato di Taranto fu più volte smembrato, sia perché i suoi Principi, per ricompensare dei servigi resi loro da cavalieri, donavano parte dei loro domini, sia perché i Sovrani napoletani, timorosi della potenza a cui era giunto il Principato, ne sottraevano dei territori che donavano ad altri baroni.

Dopo il 1399, infatti, con la titolarità del Principato passata a Raimondo Orsini Del Balzo, i domini del Principato si sommarono a quelli della Contea di Lecce, della contea di Soleto ed alcune baronie e signorie in Terra di Lavoro e Terra di Bari.
| 1399-1406           | 1414-1421           | 1421-1446           | 1446-1459           | 1459-1462           |
| ------------------- | ------------------- | ------------------- | ------------------- | ------------------- |
| Taranto             | Taranto             | Taranto             | Taranto             | Taranto             |
| Ginosa              | Ginosa              | Ginosa              | Ginosa              | Ginosa              |
| Martina Franca      | Martina Franca      | Martina Franca      | Martina Franca      | Martina Franca      |
| Mottola             | Mottola             | Mottola             | Mottola             | Mottola             |
| Palagiano           | Palagiano           | Palagiano           | Palagiano           | Palagiano           |
| Castellaneta        | Castellaneta        | Castellaneta        | Castellaneta        | Castellaneta        |
| Francavilla Fontana | Francavilla Fontana | Francavilla Fontana | Francavilla Fontana | Francavilla Fontana |
| Oria                | Oria                | Oria                | Oria                | Oria                |
| Ostuni              | Ostuni              | Ostuni              | Ostuni              | Ostuni              |
| Gallipoli           | Gallipoli           | Gallipoli           | Gallipoli           | Gallipoli           |
| Otranto             | Otranto             | Otranto             | Otranto             | Otranto             |
| Ugento              | Ugento              | Ugento              | Ugento              |                     |
| Nardò               | Nardò               |                     | Nardò               | Nardò               |
| Massafra            | Massafra            |                     | Massafra            | Massafra            |
|                     | Matera              |                     | Matera              | Matera              |
|                     | Laterza             |                     | Laterza             | Laterza             |
|                     | Pulsano             | Pulsano             | Pulsano             | Pulsano             |
|                     | Leporano            | Leporano            | Leporano            | Leporano            |
|                     | Avetrana            | Avetrana            | Avetrana            | Avetrana            |
|                     | Castellana          | Castellana          | Castellana          | Castellana          |
|                     | Polignano           | Polignano           | Polignano           | Polignano           |
|                     | Casarano            | Casarano            | Casarano            | Casarano            |
|                     | Poggiardo           | Poggiardo           | Poggiardo           | Poggiardo           |
|                     | Surano              |                     |                     |                     |
|                     | Giurdignano         | Giurdignano         | Giurdignano         | Giurdignano         |
|                     | Scorrano            | Scorrano            | Scorrano            | Scorrano            |
|                     | Nociglia            | Nociglia            | Nociglia            | Nociglia            |
|                     | Gioia del Colle     | Gioia del Colle     |                     |                     |
|                     | Venosa              |                     |                     |                     |
|                     | Noci                | Noci                |                     |                     |

## Principi di Taranto
- Dinastia d'Altavilla:

Stemma degli Altavilla di Sicilia.

  - 1088 - Boemondo I (1054-1111), più tardi Boemondo I principe d'Antiochia;
  - 1111 - Boemondo II (1108, 1130), anche principe d'Antiochia;
  - 1128 - Ruggero (1093-1154), duca di Puglia, poi re di Sicilia e unificatore del Sud Italia;
  - 1132 - Tancredi (morto 1138), figlio di Ruggero II, ricevette il principato da suo padre;
  - 1138 - Guglielmo I il Malo, poi re di Sicilia, figlio di Ruggero II, diventa Principe di Taranto alla morte di suo fratello Tancredi;
  - 1144 - Simone, figlio di Ruggero II, diventa Principe di Taranto quando suo fratello Guglielmo diventa Principe di Capua e duca di Puglia;
  - 1157 - Guglielmo II il Buono, poi re di Sicilia, figlio di Guglielmo I;
  - 1189 - Tancredi conte di Lecce, poi re di Sicilia;
  - 1194 - Guglielmo III, re di Sicilia (deposto), conte di Lecce;
- Dinastia d'Hohenstaufen (Svevia):
  - 1194 - Re Enrico VI, Imperatore del Sacro Romano Impero e re di Sicilia;
- Dinastia Frangipane:
  - 1197 - Ottone Frangipane, investitura da parte della regina Costanza[4];
  - 1249 Arrigo (Enrico), suo nipote; figlio di Giacomo[5].
- Dinastia di Brienne:
  - 1200 - Gualtieri III di Brienne, marito di Maria (o Albinia o Elvira) di Lecce, figlia dell'ultimo re normanno, Tancredi di Sicilia;
- Dinastia d'Hohenstaufen (Svevia):
  - 1205 - Federico II, re di Sicilia e Imperatore del Sacro Romano Impero;
  - 1250 - Manfredi di Sicilia, figlio di Federico II, poi anche re di Sicilia;

- Dinastia d'Angiò (Anjou):

Emblema degli Angiò, principi di Taranto.

  - 1266 - Re Carlo I (1227-1285), sconfigge Manfredi e viene incoronato re di Sicilia;
  - 1285 - Re Carlo II (1248-1309), figlio di Carlo I, re di Napoli;
  - 1294 - Filippo I (1278-1332), figlio di Carlo II, e titolare dell'Impero Latino;
  - 1332 - Roberto (1299-1364), figlio di Filippo I;
  - 1346 - Luigi (1308-1362), figlio di Filippo I e contemporaneamente re di Napoli;
  - 1364 - Filippo II (1329-1374), figlio di Filippo I e titolare dell'Impero Latino;
  - 1356 - Filippo III, figlio di Filippo II, morì giovane e il titolo tornò a suo padre;
- Dinastia di Baux (Del Balzo):
  - 1374 - Giacomo del Balzo, nipote di Filippo II e titolare dell'Impero Latino;
- Dinastia di Brunswick-Grubenhagen (Este Del Guelfo):
  - 1383 - Ottone IV di Brunswick-Grubenhagen (1320-1398), vedovo di Giovanna I di Napoli;
- Dinastia Orsini-Del Balzo (con gli Angiò-Durazzo):
  - 1399 - Raimondo Orsini Del Balzo, conosciuto anche come Raimondello, marito di Maria d'Enghien, erede dei Brienne;
  - 1406 - Ladislao di Durazzo, re di Napoli, secondo marito di Maria d'Enghien;
  - 1414 - Giacomo II di Borbone-La Marche, marito di Giovanna II di Napoli e per breve tempo re-consorte;
  - 1420 - Giovanni Antonio Orsini Del Balzo, figlio di Maria e Raimondello;
  - 1463 - Isabella di Clermont, nipote di Giovanni Antonio;
- 1465 - Ferdinando I di Napoli, conosciuto anche come Re Ferrante, alla morte della moglie Isabella unisce il Principato di Taranto con il Regno di Napoli. Fu a partire dal loro primogenito, l'allora Duca di Calabria e futuro Alfonso II, che divenne abitudine dei re di Napoli attribuire il titolo di Principe di Taranto ai loro figli, pur essendo il principato di fatto scomparso.
- Dinastia de La Trémoille per successione di Anna di Laval:
  - Luigi III de La Trémoille, (1521 - 1577) Principe di Talamonte e di Taranto, conte di Taillebourg e Benon; da lui il titolo passò ai suoi discendenti.